# Conjunto abierto

Ejemplo: La circunferencia azul representa el conjunto de puntos (x, y) que satisfacen x^{2} + y^{2} = r^{2}. El disco rojo representa el conjunto de puntos (x, y) que satisfacen x^{2} + y^{2} < r^{2}. El conjunto rojo es un conjunto abierto, el conjunto azul es su conjunto de límites, y la unión de los conjuntos rojo y azul es un conjunto cerrado.

Un conjunto abierto, en topología  y otras ramas de las matemáticas, es un conjunto en el que  cada uno de sus elementos tiene un entorno que está incluido en el mismo conjunto; o, dicho de una manera más intuitiva, que ningún elemento de dicho conjunto pertenece también a la frontera de este. En términos rigurosos se dice que en cualquier elemento del conjunto puede centrarse una bola abierta que está totalmente contenida en el conjunto. Se puede generalizar el concepto de ‘bola’ como los elementos que están muy cerca de otro en cualquier dirección, rodeándolo, pero para ello es necesario definir una función distancia que permita evaluar la lejanía o cercanía entre los objetos del conjunto, constituyendo así un espacio métrico —un conjunto más una definición de distancia en él—.
| DEFINICIÓN: Sea {\displaystyle \scriptstyle (X,d)} un espacio métrico. Se dice que {\displaystyle \scriptstyle {\boldsymbol {U}}\,\subset \,{\boldsymbol {X}}} es un conjunto abierto si para todo {\displaystyle \scriptstyle x\,\in \,{\boldsymbol {U}}} existe una bola abierta {\displaystyle \scriptstyle {\boldsymbol {B\,(x,\,\epsilon )}}\,\subset \,{\boldsymbol {U}}}. |

Como ejemplo típico se puede evaluar el intervalo abierto (0, 1) en los números reales ({\displaystyle \scriptstyle \mathbb {R} }), que se corresponde con todos los números entre 0 y 1 pero sin incluir estos, es decir, todos los números reales x con 0 < x < 1. Pues bien, intuitivamente se dice que es un conjunto abierto porque, para cualquier número x que pertenezca al conjunto, por mucho que pretendamos acercarnos a la frontera del conjunto —0 y 1—, siempre hay más elementos entre dicho número x y la frontera. Por ejemplo, si evaluamos el punto 0.9, entre este y el 1 está el 0,99, por ejemplo; al igual que entre 0,99 y 1 está el 0,999; y así sucesivamente. Siempre hay más números entre cualquier elemento del conjunto y la frontera, y es por tanto ‘abierto’. Sin embargo, en el conjunto cerrado [0, 1] entre el elemento 1 y la frontera del intervalo —que también es 1— no existen más elementos, por lo que se deduce que es en conjunto ‘cerrado’.
O valorando la explicación más rigurosa, el espacio métrico en el caso del intervalo (0, 1), denotado como ({\displaystyle \scriptstyle \mathbb {R} }, d), es el constituido por:
- Los elementos que pertenecen a los números reales ({\displaystyle \scriptstyle \mathbb {R} }), esto es, desde {\displaystyle \scriptstyle -\,\infty } a {\displaystyle \scriptstyle \infty }.
- La función distancia que, usando la distancia euclídea (d), se define como el valor absoluto de la resta {\displaystyle \scriptstyle |\,b\,-\,a\,|}.

De esta manera en todo número x del conjunto (0, 1) puede centrarse una bola que está incluida dentro del conjunto; puesto que en la recta real una bola abierta centrada en un número x se corresponde con otro intervalo de la forma (x - ε, x + ε), donde epsilon es una cantidad muy pequeña, todo lo que se quiera. Así, una bola centrada en 0,9 estará dentro del conjunto, así como en 0,99 o en 0,999999, pues siempre habrá un epsilon de separación entre el punto y la frontera. Por el contrario en el conjunto cerrado [0, 1], una bola centrada en el elemento 1 quedará parcialmente fuera del conjunto.
Observe que el que un conjunto dado U sea abierto depende del espacio circundante, el "cuarto de juegos". Por ejemplo, el conjunto de los números racionales entre 0 y 1 (exclusivo) es abierto en los números racionales, pero no es abierto en los números reales. Observe también que "abierto" no es el contrario de cerrado. Primero, existen conjuntos que son ambos abiertos y cerrados, llamados conjuntos clopen, como por ejemplo el conjunto de los números racionales más pequeños que √2 en los números racionales. Segundo, hay conjuntos que no son abiertos ni cerrados, como por ejemplo (0, 1] en R.
Más generalmente, un conjunto abierto es un miembro de una colección dada de subconjuntos de un conjunto dado, una colección que tiene la propiedad de contener cada unión de sus miembros, cada intersección finita de sus miembros, el conjunto vacío, y el conjunto entero mismo. Un conjunto en el que se da tal colección se llama espacio topológico, y la colección se llama topología. Estas condiciones son muy laxas y permiten una enorme flexibilidad en la elección de los conjuntos abiertos. Por ejemplo, cada subconjunto puede ser abierto (la topología discreta), o ningún subconjunto puede ser abierto excepto el propio espacio y el conjunto vacío (la topología indiscreta).
En la práctica, sin embargo, los conjuntos abiertos suelen elegirse para proporcionar una noción de proximidad similar a la de los espacios métricos, sin tener definida una noción de distancia. En particular, una topología permite definir propiedades como continuidad, conexión y compacidad, que originalmente se definían mediante una distancia.
El caso más común de una topología sin distancia viene dado por los manifolds, que son espacios topológicos que, cerca de cada punto, se asemejan a un conjunto abierto de un espacio euclídeo, pero sobre los que no se define ninguna distancia en general. Topologías menos intuitivas se utilizan en otras ramas de las matemáticas; por ejemplo, la topología de Zariski, fundamental en geometría algebraica y  teoría de esquemas.

## Motivación
Intuitivamente, un conjunto abierto proporciona un método para distinguir dos puntos. Por ejemplo, si sobre uno de dos puntos de un espacio topológico, existe un conjunto abierto que no contiene al otro punto (distinto), los dos puntos se denominan  topológicamente distinguibles. De esta manera, se puede hablar de si dos puntos, o más generalmente dos subconjuntos, de un espacio topológico están "cerca" sin definir concretamente una distancia. Por lo tanto, los espacios topológicos pueden verse como una generalización de los espacios dotados de una noción de distancia, que se denominan espacios métricos.
En el conjunto de todos los números realess, se tiene la métrica euclídea natural; es decir, una función que mide la distancia entre dos números reales: d(x, y) = |x - y|. Por lo tanto, dado un número real x, se puede hablar del conjunto de todos los puntos cercanos a ese número real; es decir, dentro de ε de x. En esencia, los puntos dentro de ε de x se aproximan a x con una precisión de grado ε. Nótese que ε > 0 siempre, pero a medida que ε se hace más y más pequeño, se obtienen puntos que se aproximan a x con un grado de precisión cada vez mayor. Por ejemplo, si x = 0 y ε = 1, los puntos dentro de ε de x son precisamente los puntos del intervalo (-1, 1); es decir, el conjunto de todos los números reales entre -1 y 1. Sin embargo, con ε = 0,5, los puntos dentro de ε de x son precisamente los puntos de (-0,5, 0,5). Claramente, estos puntos se aproximan a x con un mayor grado de precisión que cuando ε = 1.
La discusión anterior muestra, para el caso x = 0, que se puede aproximar x a grados de precisión cada vez mayores definiendo ε cada vez más pequeño. En particular, los conjuntos de la forma (-ε, ε) nos dan mucha información sobre los puntos cercanos a x = 0. Así, en lugar de hablar de una métrica euclidiana concreta, se pueden utilizar conjuntos para describir los puntos cercanos a x. Esta idea innovadora tiene consecuencias de gran alcance; en particular, al definir diferentes colecciones de conjuntos que contienen 0 (distintos de los conjuntos (-ε, ε)), se pueden encontrar diferentes resultados sobre la distancia entre 0 y otros números reales. Por ejemplo, si definimos R como el único conjunto de este tipo para "medir la distancia", todos los puntos están cerca de 0, ya que sólo hay un grado posible de exactitud que se puede alcanzar en la aproximación a 0: ser un miembro de R. Así, nos encontramos con que, en cierto sentido, todo número real está a una distancia 0 de 0. En este caso, puede ayudar pensar que la medida es una condición binaria: todas las cosas en R están igualmente cerca de 0, mientras que cualquier elemento que no esté en R no está cerca de 0.
En general, nos referimos a la familia de conjuntos que contienen 0, utilizada para aproximar 0, como una base de vecindad; un miembro de esta base de vecindad se denomina conjunto abierto. De hecho, uno puede generalizar estas nociones a un conjunto arbitrario (X); en lugar de sólo los números reales. En este caso, dado un punto (x) de ese conjunto, se puede definir una colección de conjuntos "alrededor" (es decir, que contengan) x, utilizados para aproximar x. Por supuesto, esta colección tendría que satisfacer ciertas propiedades (conocidas como axiomas), ya que de otro modo no podríamos disponer de un método bien definido para medir la distancia. Por ejemplo, cada punto de X debería aproximarse a x con cierto grado de precisión. Por tanto, X debería pertenecer a esta familia. Una vez que empezamos a definir conjuntos "más pequeños" que contienen x, tendemos a aproximar x con un mayor grado de precisión. Teniendo esto en cuenta, se pueden definir los axiomas restantes que la familia de conjuntos sobre x debe satisfacer.

## Definiciones
El concepto de conjunto abierto se puede formalizar con varios grados de generalidad, entre ellos:

### Geometría
Un subconjunto U perteneciente al conjunto {\displaystyle R^{n}} se llama abierto cuando todos los puntos P de U son interiores.

### Espacio euclídeo
Un subconjunto U de un espacio euclídeo n-dimensional En se llama abierto si, dado cualquier punto x en U, existe un número real ε > 0 tal que, dado cualquier punto y en En cuya distancia euclidiana de x sea más pequeña que ε, y también pertenece a U. De forma equivalente, U es abierto si cada punto en U tiene un entorno contenido en U.
Intuitivamente, la ε mide el tamaño de los "meneos permitidos".
Un ejemplo de un conjunto abierto en E2 (en un plano) sería todos los puntos dentro de un círculo de radio r, que satisfacen la ecuación {\displaystyle r>{\sqrt {x^{2}+y^{2}}}}.
Porque la distancia de cualquier punto p en este conjunto al borde del conjunto es mayor que cero: {\displaystyle r-{\sqrt {x^{2}+y^{2}}}>0}, podemos fijar el ε a la mitad de esta distancia, que significa que el ε es también mayor de cero, y todos los puntos que están a una distancia ε de p estén también en el conjunto, satisfaciendo así las condiciones para un conjunto abierto.

### Espacios métricos
Un subconjunto U de un espacio métrico (M, d) se llama abierto si, dado cualquier punto x en U, existe un número real ε > 0 tales que, dado cualquier punto y en M con d(x, y) < ε, y también pertenece a U. (equivalente, U es abierto si cada punto en U tiene una vecindad contenida en U)
Esto generaliza el ejemplo euclidiano del espacio, puesto que el espacio euclidiano con la distancia euclidiana es un espacio métrico.

### Espacios topológicos
En espacios topológicos, el concepto de apertura se toma como fundamental. Uno comienza con un conjunto arbitrario X y una familia de subconjuntos de X que satisfacen ciertas propiedades que cada noción "razonable" de apertura se supone tener. (específicamente: la unión de conjuntos abiertos es abierta, la intersección finita de conjuntos abiertos es abierta, y en particular el conjunto vacío y X mismo son abiertos.) Tal familia T de subconjuntos se llama una topología en X, y se llama a los miembros de la familia los conjuntos abiertos del espacio topológico (X, T).Un conjunto se llama cerrado si su complemento en X es abierto.

#### Definición
Sea X un conjunto no vacío y T una familia de subconjuntos de X. T es una topología en X si cumple los siguientes axiomas.
- X y el conjunto vacío {} están en T.
- La intersección de un número finito de miembros de T está en T.
- La unión de cualquier número de elementos de T está en T.

Con estas precisiones, al par (X,T) se denomina espacio topológico y a los miembros de T se los nombra abiertos en el espacio topológico (X,T). Ver el libro Topología de un conjunto de autores de la Facultad de Ciencias de la Universidad Complutense.
Esto generaliza la definición métrica del espacio: si se comienza con un espacio métrico y define conjuntos abiertos como antes, entonces la familia de todos los conjuntos abiertos formará una topología en el espacio métrico. Cada espacio métrico es por lo tanto de una manera natural un espacio topológico. (Hay sin embargo espacios topológicos que no son espacios métricos).

## Tipos especiales de conjuntos abiertos

### Conjuntos abiertos y conjuntos no abiertos y/o no cerrados
Un conjunto puede ser abierto, cerrado, ambos o ninguno. En particular, los conjuntos abiertos y cerrados no son mutuamente excluyentes, lo que significa que en general es posible que un subconjunto de un espacio topológico sea simultáneamente un subconjunto abierto y un subconjunto cerrado. Tales subconjuntos se conocen como Conjunto clopens. Explícitamente, un subconjunto {\displaystyle S} de un espacio topológico {\displaystyle (X,\tau )} se llama «clopen» si tanto {\displaystyle S} como su complemento {\displaystyle X\setminus S} son subconjuntos abiertos de {\displaystyle (X,\tau )}; o equivalentemente, si {\displaystyle S\in \tau } y {\displaystyle X\setminus S\in \tau .}
En cualquier espacio topológico {\displaystyle (X,\tau ),} el conjunto vacío {\displaystyle varnada} y el propio conjunto {\displaystyle X} son siempre cerrados. Estos dos conjuntos son los ejemplos más conocidos de subconjuntos cerrados y demuestran que existen subconjuntos cerrados en todos los espacios topológicos. Para ver por qué {\displaystyle X} es cerrado, empecemos recordando que los conjuntos {\displaystyle X} y{\displaystyle \varnothing }> son, por definición, subconjuntos siempre abiertos (de {\displaystyle X}). También por definición, un subconjunto {\displaystyle S} se llama cerrado si (y sólo si) su complemento en {\displaystyle X,} que es el conjunto {\displaystyle X\setminus S,} es un subconjunto abierto. Dado que el complemento (en {\displaystyle X}) del conjunto {\displaystyle S:=X} es el conjunto vacío (i.e. {\displaystyle X\setminus S=\varnothing }), que es un subconjunto abierto, esto significa que {\displaystyle S=X} es un subconjunto cerrado de {\displaystyle X} (por definición de "subconjunto cerrado"). Por tanto, no importa qué topología se ponga en {\displaystyle X,} todo el espacio {\displaystyle X} es simultáneamente un subconjunto abierto y también un subconjunto cerrado de {\displaystyle X}; dicho de otro modo, {\displaystyle X} es siempre un subconjunto cerrado de {\displaystyle X.} Dado que el complemento del conjunto vacío es {\displaystyle X\setminus \varnothing =X,} que es un subconjunto abierto, se puede utilizar el mismo razonamiento para concluir que {\displaystyle S:=\varnothing } también es un subconjunto cerrado de {\displaystyle X.}
Consideremos la recta real {\displaystyle \mathbb {R} } dotada de su habitual topología euclídea, cuyos conjuntos abiertos se definen como sigue: todo intervalo {\displaystyle (a,b)} de números reales pertenece a la topología, toda unión de tales intervalos, e. g. {\displaystyle (a,b)\cup (c,d),} pertenece a la topología, y como siempre, tanto {\displaystyle \mathbb {R} } como {\displaystyle S:=\varnothing } pertenecen a la topología.
- El intervalo {\displaystyle I=(0,1)} es abierto en {\displaystyle \mathbb {R} } porque pertenece a la topología euclídea. Si {\displaystyle I} tuviera un complemento abierto, significaría por definición que {\displaystyle I} fuera cerrado. Pero {\displaystyle I} no tiene complemento abierto; su complemento es {\displaystyle R\setminus I=(-\infty ,0]\cup [1,\infty ),} que no pertenece a la topología euclídea ya que no es una unión de intervalos abiertos de la forma {\displaystyle (a,b).} Por tanto, {\displaystyle I} es un ejemplo de conjunto abierto pero no cerrado.
- Por un argumento similar, el intervalo {\displaystyle J=[0,1]} es un subconjunto cerrado pero no abierto.
- Finalmente, como ni {\displaystyle K=[0,1)} ni su complemento {\displaystyle R\setminus K=(-\infty ,0)\cup [1,\infty )} pertenecen a la topología euclídea (porque no se pueden escribir como unión de intervalos de la forma {\displaystyle (a,b)}), esto significa que {\displaystyle K} no es ni abierto ni cerrado.

## Propiedades
- En un espacio métrico o topológico X, el conjunto vacío y X son abiertos y cerrados a la vez. Si el espacio es conexo, estos dos son los únicos conjuntos cerrados y abiertos a la vez.
- La unión de cualquier número de conjuntos abiertos es abierta.
- La intersección de un número finito de conjuntos abiertos es abierta.

## Aplicaciones
Cada subconjunto A de un espacio topológico X contiene a un (tal vez vacío) conjunto abierto; el más grande de tales conjuntos abiertos se llama el interior de A. Puede ser construido tomando la unión de todos los conjuntos abiertos contenidos en A.
Dados espacios topológicos X y Y, una función f de X a Y es función continua si la preimagen de cada conjunto abierto en Y es abierto en X. La función f se llama función abierta si la imagen de cada conjunto abierto en X es abierta en Y.
Un conjunto abierto en la recta real, según la topología usual, se caracteriza por la propiedad de ser una unión contable de intervalos abiertos disjuntos.

## Variedades
Una variedad se llama abierta si es una variedad sin borde y si no es compacta. Esta noción se diferencia algo de la apertura discutida más arriba.